# Cinnamomum siamense
Cinnamomum siamense är en lagerväxtart som beskrevs av William Grant Craib. Cinnamomum siamense ingår i släktet Cinnamomum och familjen lagerväxter. Inga underarter finns listade i Catalogue of Life.